# Djiratawa
Djiratawa este o comună rurală din departamentul Madarounfa, regiunea Maradi, Niger, cu o populație de 54.359 de locuitori (2001).